# Hanoch Albeck
Hanoch Albeck, alla nascita in ebraico: חנוך אלבק‎ (Łowicz, 7 agosto 1890 – Gerusalemme, 9 gennaio 1972), è stato un insegnante, rabbino, docente, studioso del Talmud israeliano presso l'Università Ebraica di Gerusalemme. È stato uno dei massimi studiosi della Mishnah e uno dei pionieri dell'approccio scientifico allo studio della Mishnah.

## Biografia

### Formazione
Il padre di Hanoch, Shalom Albeck, era l'editore di diverse opere di Rishonim, tra cui Eliezer ben Nathan, Meiri sul trattato Yevamot e Ha-Eshkol (Il gruppo) di Abraham ben Isaac di Narbonne. Hanoch studiò all'accademia rabbinica di Vienna e ricevette l'ordinazione rabbinica nel 1915. Nel 1921 conseguì la laurea presso l'Università di Vienna.

### Carriera
Tra il 1926 e il 1936 Albeck insegnò all'Università per lo Studio dell'Ebraismo a Berlino. Albeck sposò Hendel Weiss, sorella di Abraham Weiss, e dalla coppia nacquero tre figli. Due dei suoi figli insegnano all'Università Bar-Ilan: Michael Albeck, docente di chimica organica, e Shalom Albeck, professore di diritto ebraico e marito della giurista Plia Albeck. Suo nipote è Amnon Albeck, professore di chimica e rettore dell'Università Bar-Ilan. Il genero di Albeck, Yoseph Aryeh Bachrach, fu ucciso nella guerra arabo-israeliana del 1948 nella battaglia per Gerusalemme, lasciando una moglie e due figli. Sua nipote, Rachel Albeck-Gidron, è docente di studi ebraici presso l'Università Bar-Ilan.

#### Carriera accademica
Nel 1935 Albeck emigrò nella Palestina sotto mandato britannico, dove fu nominato professore e capo del dipartimento di Talmud presso l'Università Ebraica di Gerusalemme, incarico che ricoprì per 25 anni.
Albeck, ebreo osservante, pubblicò numerosi libri in ebraico e tedesco sulla letteratura rabbinica, tra cui “Introduzione alla Mishnah”, “Studi su Baraita e Tosephta”, “Introduzione al Talmud” e altri. Inoltre, pubblicò numerosi articoli sulla rivista Tarbiẕ. Albeck ha anche scritto un commento semplice e conciso alla Mishna, aggiungendo lunghe note a piè di pagina alla fine di ogni volume. Pinchas Kehati cita talvolta quest'opera nel suo commento alla Mishna. Mentre la vocalizzazione (alfabeto ebraico), realizzata da Hanoch Yelon, ha ricevuto particolare attenzione nell'edizione di Albeck, il testo non è stato oggetto di particolare cura e pertanto la Mishna di Albeck non è una versione completamente scientifica di quest'ultima. La versione di Albeck è stata scritta, sia stilisticamente che nell'uso del testo di Vilna, come continuazione e ampliamento dell'opera precedente incompiuta di Hayyim Nahman Bialik. Il commento di Albeck alla Mishna ha ricevuto ampi consensi, tuttavia l'approccio generale di Albeck al commento è stato criticato da Ephraim Urbach. La paternità del commento al Seder Nezikin fu oggetto di controversia, poiché il dottor Mordecai Margalioth sosteneva di essere l'autore del commento e Albeck di averne curato la redazione. A seguito di una causa legale, fu raggiunto un compromesso che prevedeva l'inserimento nelle edizioni più recenti del commento di una nota che riconosceva il contributo di Margulies.

## Premi e riconoscimenti
- Nel 1957 fu annunciato che Albeck avrebbe ricevuto il Premio Israele; tuttavia, per una questione di principio, Albeck rifiutò il premio.
- Nel 1959 Albeck fu eletto membro dell'Accademia israeliana delle scienze e delle lettere.
- Nel 1969 Albeck ricevette il Premio Bialik per il pensiero ebraico.[7]

## Opere pubblicate
- Introduzione alla Mishna, Istituto Bialik, ristampato nel 2005.
- Introduzione al Talmud, Dvir (1987)
- Studi su Baraita e Tosephta, Mossad Harav Kook, Gerusalemme (1969)
- I sei ordini della Mishna, Istituto Bialik, ristampato l'ultima volta nel 2008
- Sefer Haeshkol di Abraham ben Isaac di Narbonne, a cura di Shalom e Hanoch Albeck, Wagshall, Gerusalemme, ristampato nel 1984